# Джон Чевір

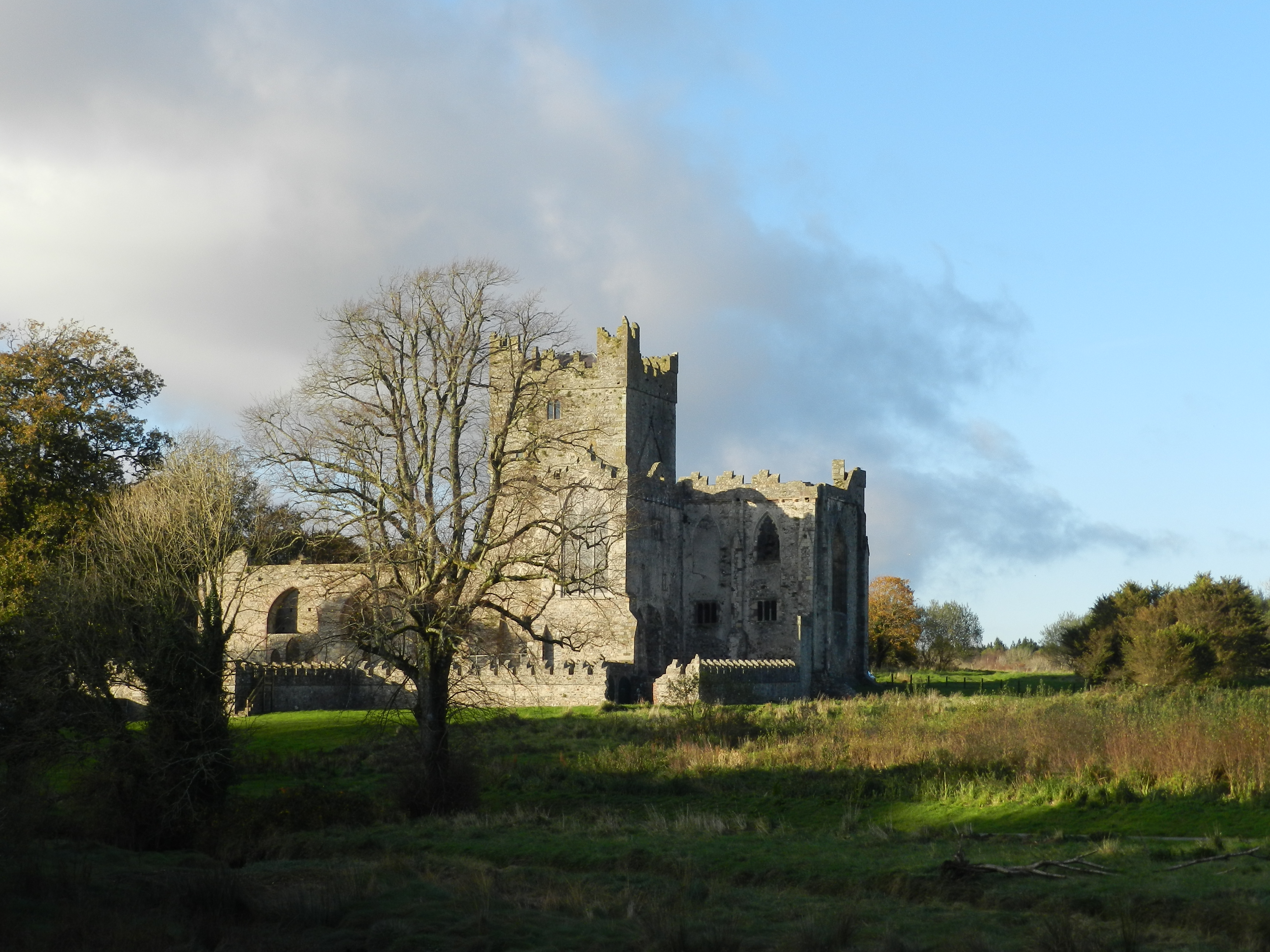
Абатство Тінтерн, Вексфорд.

Джон Чевір (англ. – John Chevir) ( 1410 – 1474) – відомий ірландський політик, суддя, сіпікер Палати громад парламенту Ірландії, головний лорд-суддя Верховного суду Ірландії, магістр Ірландії. 

## Життєпис Джона Чевіра
Народився в місті Кілкенні. Він був молодшим сином Джона Чевіра – старшого мирового судді міста Кілкенні. Ролина Чевір походила від сера Вільяма Шевра (згадується в історичних документах в 1174 році), що оселився в графстві Вексфорд після англо-норманського завоювання Ірландії. Його ім’я в якості свідка згадується в документах щодо статуту абатства Тінтерн (графство Вексфорд) при його заснуванні. Джон Чевір був братом Вільяма Чевіра (пом. 1446), що теж мав успішну і бурхливу політичну кар’єру. Вільям Чевір обіймав посади судді Королівського суду в Ірландії, заступника скарбничого Ірландії, заступника лорд-канцлера Ірландії. 
Джон Чевір вивчав право в юридичній корпорації «Лінкольнс Інн» у 1442 році. Кілька років по тому він виконував обов’язки юридичного радника Джеймса Батлера – IV графа Ормонд у Лондоні, Англія. Повернувся до Ірландії в 1450 році. Джон Чевір та його брат Вільям були прихильника партії графа Ормонда, що була однією з головних партій в Ірландії в 1430 – 1450 роках. У 1450 році Джон Чевір отримав посаду Магістра Рукописів. На той час ця посада були другорядною та адміністративною, аніж судовою. Одночасно він був обраний депутатом Палати громад парламенту Ірландії а потім і спікером Палати громад. У 1463 році парламент Ірландії прийняв закон про повернення Джону Чевору млина та водотоку в Ескер. Цей млин та водотік були приєднані до маєтку Ескер, що поблизу Лукан, графство Дублін. Маєток був у власності Корони Англії і був одним із тих маєтків, що здавались в оренду державним службовцям на все життя. У 1468 році Джон Чевір отримав посаду головного лорд-судді Ірландії разом з сером Томасом Фіц-Крістофером Планкетом. У 1471 році він став єдиним лорд-суддею Ірландії. Він лишився на своїй посаді до своєї смерті в 1474 році. Маєтки він залишив своєму наступнику на посаді – Філіпу Бермінгему, що породичався з Джоном Чевором внаслідок шлюбу.  
Джон Чевір одружився з Енн Бермінгем, що пережила його. Імовірно, у них був син Джон Чевір, що став відомим в Дубліні купцем, якому в 1479 році король Англії Едвард IV дозволив побудувати каплицю в церкві святого Миколи (Ніколаса) в Дубліні.  